# Miagrammopes lacteovittatus
Miagrammopes lacteovittatus är en spindelart som beskrevs av Cândido Firmino de Mello-Leitão 1947. 
Miagrammopes lacteovittatus ingår i släktet Miagrammopes och familjen krusnätsspindlar. Inga underarter finns listade i Catalogue of Life.